# Class of service
Class of Service (CoS) – usługi pozwalające na zarządzanie i rezerwację pasma przesyłowego umożliwiające uzyskanie gwarantowanej jakości strumienia danych. Pozwala realizować usługi QoS i efektywną implementację transmisji typu multicast.

## Funkcja
CoS jest formą priorytetowego kolejkowania, która jest używana w protokołach sieciowych. To jest droga do klasyfikacji i priorytowania pakietów, bazując na typie aplikacji (głos, obraz, transmisja plików), typie użytkownika i innych ustawieniach.

## Sposób działania
CoS jest dziedziną kolejkowania, podczas gdy QoS zawiera szerszy zakres technologii w zarządzaniu zasobami sieciowymi. CoS klasyfikuje pakiety poprzez sprawdzanie parametrów, a także zaznacza i umiejscawia pakiety w kolejkach różnych priorytetów, bazując na predefiniowanych kryteriach. QoS musi zagwarantować pewien poziom użytkowy, aby być zgodnym i podołać ruchowi w czasie rzeczywistym. W QoS niektóre metody są używane do zarezerwowania pasma poprzez sieć w zaawansowanym wysyłaniu pakietów.